# Balteus
De balteus was de standaardriem die door Romeinse soldaten werd gedragen. Het bestond uit een band gemaakt van leer met daarop metalen platen ter decoratie. Aan de voorkant hingen tussen de 4 en 8 leren strips waar onderaan een halvemaanvormig metaal hing. Deze strips waren ook voorzien van metalen noppen. Het doel van de balteus was voornamelijk het dragen van de pugio (dolk) en voorkomen dat het zwaard van zijn plaats af kwam. De balteus werd namelijk over de leren draagbanden van het zwaard gedragen zodat deze niet van zijn plaats kwam en de Romeinse legionair hierdoor ook geen beperkingen ondervond in de strijd. Wanneer de Romeinen tegelijk marcheerden, kletterden de halvemaanvormige metalen platen tegen elkaar aan en maakten geluid. Dit was dan ook om de vijand te imponeren.